# Resolutie 171 Veiligheidsraad Verenigde Naties
Resolutie 171 van de Veiligheidsraad van de Verenigde Naties was de eerste resolutie van de Veiligheidsraad in 1962. Ze werd aangenomen met tien stemmen voor en één onthouding van Frankrijk. De resolutie riep Israël en Syrië op zich aan de in 1949 gesloten wapenstilstand te houden.

## Achtergrond
Israël had wapenstilstandsakkoorden afgesloten met verschillende van haar buurlanden, waaronder Syrië. Op elk van die akkoorden werd toegekeken door een Gemengde Wapenstilstandscommissie en door de VN-Bestandtoezichtsorganisatie. Doch vonden geregeld schendingen van deze akkoorden plaats.
Op 16 maart 1962 viel het Israëlisch leger Syrische posities in het toen nog Syrische dorp Al-Nuqayb aan de oostelijke oever van het Meer van Tiberias aan. De aanval was een vergelding voor verschillende Syrische aanvallen op Israëlische vissers op het meer. Bij de aanval kwamen dertig Syrische en zeven Israëlische soldaten om.

## Inhoud
De Veiligheidsraad:
- Herinnert aan de resoluties 54 en 93.
- Heeft het rapport van de stafchef van de VN-Bestandtoezichtsorganisatie over militaire activiteit nabij het Meer van Tiberias en de gedemilitariseerde zone gezien.
- Heeft de verklaringen van Syrië en Israël gehoord.
- Is diep bezorgd over de gebeurtenissen in de streek die het Handvest van de Verenigde Naties en de wapenstilstand tussen Israël en Syrië schenden.
- Herinnert in het bijzonder aan de voorwaarden in artikel °2 paragraaf °4 van het Handvest en artikel °1 van de wapenstilstand.
- Is tevreden over het bereikte staakt-het-vuren.

1. Betreurt de vijandelijkheden tussen Syrië en Israël sinds 8 maart.
2. Bevestigt resolutie 111.
3. Bepaalt dat de Israëlische aanval van 16-17 maart een schending van die resolutie is en roept Israël op dergelijke acties niet meer uit te voeren.
4. Steunt de maatregelen van de stafchef voor vrede en het vermijden van incidenten.
5. Roept beide partijen op zich aan het staakt-het-vuren te houden.
6. Roept op zich strikt aan artikel °V van de wapenstilstand over de gedemilitariseerde zone te houden.
7. Roept Israël en Syrië op samen te werken met de stafchef, de Gemengde Wapenstilstandscommissie te reactiveren en deze te gebruiken.
8. Vraagt de stafchef wanneer nodig te rapporteren.

## Verwante resoluties
- Resolutie 228 Veiligheidsraad Verenigde Naties (1966)
- Resolutie 262 Veiligheidsraad Verenigde Naties (1968)

Lijst ·  171 ·  172 ·  173 ·  174 ·  175 ·  176 ·  177